# The Infernal Pathway
The Infernal Pathway — седьмой студийный альбом норвежской блэк-метал-группы 1349, выпущенный 18 октября 2019 года на лейбле Season of Mist.

## Продвижение
14 января 2019 года был выпущен первый сингл с альбома — «Dødskamp». Песня стала частью сборника, вдохновлённого творчеством норвежского художника Эдварда Мунка, и выпущенного по инициативе Музея Мунка. Гитарист Archaon назвал Мунка одним из самых важных норвежских художников, и заявил, что работа над песней была эмоционально тяжёлой для коллектива.
Второй сингл, «Through Eyes Of Stone», был выпущен 9 июля 2019 года. 22 января 2020 года на трек был выпущен клип. Режиссёрами клипа выступили Аапо Лахтела и Веса Ранта.
31 июля был выпущен третий сингл — «Enter Cold Void Dreaming».
Четвёртый сингл «Striding The Chasm» группа выпустила 3 сентября.
| Оценки критиков | Оценки критиков |
| Источник        | Оценка          |
| --------------- | --------------- |
| Metal Hammer    | [ 7 ]           |
| Metal Storm     | [ 8 ]           |
| Metal.de        | [ 9 ]           |
| Rock Hard       | [ 10 ]          |
| Sputnikmusic    | [ 11 ]          |

## Список композиций
| №                   | Название                   | Длительность |
| ------------------- | -------------------------- | ------------ |
| 1.                  | «Abyssos Antithesis»       | 5:30         |
| 2.                  | «Through Eyes of Stone»    | 3:24         |
| 3.                  | «Tunnel of Set VIII»       | 0:47         |
| 4.                  | «Enter Cold Void Dreaming» | 3:58         |
| 5.                  | «Towers upon Towers»       | 4:50         |
| 6.                  | «Tunnel of Set IX»         | 1:06         |
| 7.                  | «Deeper Still»             | 4:13         |
| 8.                  | «Striding the Chasm»       | 6:11         |
| 9.                  | «Dødskamp»                 | 5:01         |
| 10.                 | «Tunnel of Set X»          | 0:53         |
| 11.                 | «Stand Tall in Fire»       | 8:09         |
| Общая длительность: | Общая длительность:        | 44:02        |

| №   | Название                       | Длительность |
| --- | ------------------------------ | ------------ |
| 12. | «Dødskamp» (Norwegian Version) | 4:54         |

## Участники записи
- Destroyer — бэк-вокал
- Seidemann — бас-гитара
- Frost — ударные
- Archaon — гитара
- Ravn — вокал